# The Huguenot Society of Great Britain and Ireland
The Huguenot Society of Great Britain and Ireland (en français, Société huguenote de Grande-Bretagne et d'Irlande) est une société savante britannique, créée en 1885 à Londres.

## Histoire
Le Royaume-Uni est la principale terre de refuge pour les wallons fuyant les Pays-Bas espagnols et les huguenots français, dès le milieu du XVIe siècle. Avec une interruption sous le règne de Marie Tudor, l'accueil des protestants est encouragé par le roi Édouard VI et la reine Élisabeth Ire. Dans les années 1560-1570, 6 000 à 7 000 protestants sont réfugiés en Angleterre. Le nombre de réfugiés diminue avec l'édit de Nantes, mais augmente à nouveau après le siège de la Rochelle. Dans les années 1680, les réfugiés présents en Angleterre sont entre 8 000 et 10 000,. À la fin du XVIIe siècle entre 50 000 et 60 000 huguenots ont trouvé asile en Angleterre. En 1709, les réfugiés établis en Angleterre obtiennent le droit de cité.
La présence massive de protestants français a des effets immédiats : une trentaine d’églises réformées francophones ouvrent à Londres, ainsi qu'une dizaine dans d'autres villes, notamment à Douvres et Canterbury, où le culte se déroule dans une chapelle de la crypte de la cathédrale. L'intégration et l'assimilation progressive des réfugiés provoque la fermeture des églises réformées françaises, dont ne subsistent que deux lieux de culte, l'Église protestante française de Londres à Soho et l'église réformée française de Canterbury, l'Église française réformée de Brighton quant à elle a fermé en 2008. Mais de nombreux descendants des huguenots s'intéressent à leurs origines et à l'histoire du refuge, ce qui favorise l'éclosion de sociétés savantes, en Europe et en Amérique, dans la seconde partie du XIXe siècle.

### Fondation
La société huguenote est fondée au Royaume-uni sous le nom de Huguenot Society of London en 1885, à l'occasion du bicentenaire de la révocation de l'édit de Nantes de 1685. Plusieurs sociétés huguenotes voient également le jour à la même époque : la Huguenot Society of America, fondée à New York en 1883, la Huguenot Society of South Carolina également en 1885, puis la Deutsche Hugenotten Verein, en 1890. La Société de l'histoire du protestantisme français (SHPF), créée en 1852, avait suscité l'intérêt d'historiens du protestantisme. Dès l'origine, elle entretient des liens avec les nouvelles sociétés huguenotes et sollicite dans son comité leurs présidents. Le Comité protestant des amitiés françaises à l'étranger, fondé quant à lui en 1915, en lien avec la Première Guerre mondiale sous l'intitulé de Comité protestant de propagande française à l'étranger, sous l'égide de la Fédération protestante de France,, organise à partir de cette date les relations entre les sociétés huguenotes, notamment en organisant une réunion triennale en France.

### Actualité
La société huguenote crée une section irlandaise en 1986, munie de son propre site internet. La section irlandaise organise par ailleurs, une fois par an, une réunion à la cathédrale Saint-Patrick de Dublin. La Huguenot Society, du fait de cette évolution, modifie son intitulé en 1987 et prend son nom actuel de Huguenot Society of Great Britain and Ireland.

## Activités scientifiques et éditoriales
La société huguenote organise chaque année quatre journées d'études.
Elle publie une revue scientifique depuis 1885. La revue est d'abord intitulée Proceedings of the Huguenot society of London, puis lorsque la société voit son nom modifié, elle s'appelle Proceedings of the Huguenot society of Great Britain and Ireland. En 2013, la revue prend son intitulé actuel de The Huguenot Society Journal.
- Proceedings of the Huguenot society of London (1885-1986) vol. 1, no 1 (1885) — vol.  24, no 4 (1986)
- Proceedings of the Huguenot society of Great Britain and Ireland (1987-2013) vol. 24, no 5 (1987)
- The Huguenot Society Journal, vol. 30, no 1 (2013) — présent

## Relations avec d'autres sociétés savantes
La Huguenot Society entretient des échanges avec plusieurs sociétés savantes, notamment The Huguenot Society of America aux États-Unis, et la Société de l'histoire du protestantisme français en France.

## Publications
- Adrien Charles Chamier (éd.) Les Actes des colloques des Églises françaises et des synodes des Églises étrangères réfugiées en Angleterre (1581-1654).